# آلموت (رواية)
آلموت هي قلعة على جبل شاهق بخراسان بناها ملوك الديلم، استولى عليها الحسن بن الصبّاح في شهر شعبان من عام 483هـ ومنها بدأ دعوته الإسماعيلية الباطنية.
وبالرغم من أن فلاديمير بارتول كان قد كتب روايته (آلموت) قبل ستة وستين عاماً إلا أن الأسئلة المريرة التي تطرحها قد اكتسبت منطقاً وحيثيات واقعية جداً بعد هجمات 11 سبتمبر عام 2001، فلاديمير بارتول الذي احتفلت بلاده بمئوية ميلاده في 24 فبراير من العام الحالي كان كاتباً مهتماً بعلم الأحياء والفلسفة ودرس كل الأعمال المنشورة لفرويد وحصل على درجة الدكتوراه المزدوجة في الأحياء والفلسفة في عمر لم يتجاوز خمسة وعشرين عاماً، ولد في 24 فبراير سنة 1903م ونشأ طفلاً مفرط الحساسية وعاش في بلغراد يعمل في عدة صحف وكان دائماً يحلم بأن لا يكون مجرد كاتب فحسب بل إن طموحه كان يتجاوز الحدود المحلية إلى الآفاق العالمية، وبعد الحرب العالمية الثانية أصبح عضواً مساعداً بالأكاديمية السلوفانية للعلوم والفنون التي بقي فيها حتى وفاته في 12 سبتمبر عام 1967.
كتب بارتول عدة أعمال مسرحية وقصصية ولكن عمله الذي به اشتهر في العالم هو رواية آلموت، وقد تُرجمت إلى أكثر من 19 لغة من لغات العالم وأصبحت الرواية التي لم يعترف أو يهتم بها النقاد ولا القراء ساعة نشرها في بلاده، أصبحت ضمن مقررات مناهج التعليم الثانوي في سلوفانيا.
يخطئ من يبحث في هذا العمل عن حقيقة تاريخية. ويخطئ من يقرأه كبحث أو كدراسة تاريخية أو عقائدية. فهذا العمل هو أولاً (رواية)
أي أنه يحكي -كأي رواية أخرى- قصة شخصيات وأمكنة وأزمان من حبر وورق تنحصر حقيقيتها ضمن إطار النص المكتوب. وهو ثانياً «رواية تاريخية» أي أن الروائي يتكئ على التاريخ لصناعة الحكاية. وهذا لا يعني مطلقاً أنه يعيد سرد التاريخ كواقع وإنما ينشئ واقعاً سردياً جديداً هو الرواية التي تقرأ.
قلعة آلموت وشخصيات الحسن بن الصباح وعمر الخيام ونظام الملك وعلمية تقويض سلطة السلاجقة في بلاد فارس سنة 1092 وغيرها، كلها عناصر وجدت واقعياً في التاريخ لكنها ليست في هذه الرواية أكثر من عناصر سردية في نص لا يكتسب واقعيته سوى من كونه الآن بين أيدينا.
انتهى فلاديمير بارتول من كتابة هذه الرواية سنة 1939 أي في زمن تميز بصعود النظريات الشمولية وبوجود شخصيات سياسية قيادية تتطلع إلى تغيير العالم. ولا شك أن لذلك الظرف التاريخي الخاص دورا في توجه الكاتب نحو شخصية «شيخ الجبل» ليجعل منها محوراً لروايته، معتمدا في ذلك على كتابات المستشرقين وعلى ما تضمنته.

## روابط خارجية
- آلموت على موقع الموسوعة البريطانية (الإنجليزية)